# 해병대 군수사령부
해병대 군수사령부(Marine Corps Logistics Command (MARCORLOGCOM))는 미국 해병대의 군수 부문을 맡고 있는 주요사령부이다.

## 조직

### 부서
- 사령관
  - 지휘보안관리 (민간인)
  - 지휘감찰관 (민간인)
  - 협의실 (민간인)
  - 참모 법무관
  - 기회균등 고문관
- 참모장 (대령), 집행부관 밑
  - G1 (민간인)
  - G3/5 (대령)
  - G4 (민간인)
  - G6 (민간인)
  - G8 (민간인)
  - 계약부 (민간인)
  - 소규모 사업 프로그램청 (민간인)
  - 보급체인관리원 (민간인)
  - 정비관리원 (민간인)
  - 무기체계관리원 (대령)
  - 품질관리원 (민간인)
- 주임원사

### 부대
- 전방사령부 (Fwd)
- 블라운트섬 사령부 (대령) - 플로리다주 잭슨빌 블라운트섬
  - 블라운트섬 해병대 지원시설
- 해병대 창정비사령부 (대령) - 조지아주 알바니 해병대 군수기지
  - 알바니 생산공장 - 알바니 해병대 군수기지
  - 바스토우 생산공장 - 바스토우 해병대 군수기지
- 해병전력창고사령부 (대령) - 올바니 해병대 군수기지
  - 제1전력창고대대 (중령)
  - 제2전력창고대대 (중령)

## 계보
- 1999년, Headquarters, Marine Corps Materiel Command (MATCOM)→해병대 물자사령부
- 2003년, Marine Corps Logistics Command (MARCORLOGCOM)→해병대 군수사령부

## 같이 보기
- 육군물자사령부 (미국)
- 해군보급체계사령부
- 공군물자사령부 (미국)

## 참고
1. ↑  “Organization Structure” (PDF) (영어). Marine Corps Logistics Command. 2020년 6월 9일. 2020년 7월 8일에 확인함.

- “History” (영어). Marine Corps Logistics Command. 2019년 6월 5일에 원본 문서에서 보존된 문서. 2020년 7월 8일에 확인함.